# Nader Ebrahimi
Nader Ebrahimi (2. april 1936 - 5. juni 2008) var en iransk forfatter, fotograf, filmskaber og illustrator.
Ebrahimi blev født og opvoksede i Teheran hvor han gik i skole, gymnasium og på studerede på universitetet, først jura og sidenhen engelsk litteratur. Han begyndte at skrive som 16 årig og skrev over 100 skønlitterære bøger for voksne og børn i løbet af sit liv. Han fik sit litterære gennembrud med romanen "Et hus for natten" fra 1963.
Samtidig med forfattergerningen har Ebrahimi bestredet mange brødjobs. Han var været mekaniker i den turkmenske ørken, bogtrykker, bankansat, layoutdesigner på en række tidsskrifter, oversætter, redaktør, iranolog, dokumentarist, manuskriptforfatter, spillefilmsinstruktør, bl.a. som skaber af to populære tv-serier, dramatiker, boghandler, kalligraf, fotograf, sangskriver, børnebogsillustrator, maler og lektor på Uni. Desuden har han udgivet mere end 200 litterære artikler.
I 1966 udkom et af hans hovedværker "Byen jeg elskede", en lyrisk roman om kærligheden mellem to børn og konflikterne mellem børnenes drømme og de voksnes restriktioner.
Nader Ebrahimi grundlagde et iransk institut for børnelitteratur ved navn "Hamgan". Instituttet fungerede som videnscenter og børnebogsforlag og modtog priserne "Asiens bedste forlag" og "Verdens bedste forlag" på internationale festivaler for børnebogsillustration.
I 1970 modtog han Bratislavas førstepræmie, UNESCOs undervisningspris, Irans "årets bog" og adskillige andre priser. Han blev tildelt titlen "Bedste skønlitterære forfatter efter revolutionen" for romanen "Ild uden røg" - et syvbindsværk som han selv omsatte til en folkekær tv-serie
I 2014 udkom "Byen jeg elskede" på dansk på Forlaget Korridor, oversat af Shekufe Tadayoni Heiberg og illustreret med linoleumssnit af oversætteren og Karl-Emil Heiberg.

## Udgivelser
(Udvalg)
- Et hus for natten (1963)
- Byen jeg elskede (1966)
- Ild uden røg (1981)
- Fyrre korte breve til min hustru (1989)
- En mand i permanent eksil (2004)

## Eksterne links
- Nader Ebrahimi på Litteratursiden.dk
- Nader Ebrahimi på Gazelle Agency Arkiveret 21. januar 2015 hos  Wayback Machine